# Napoléon Félix Żaba
Napoléon Félix Kościesza-Żaba, né en 1803 et mort le 17 juin 1885 à Zbylitowska Góra, est un écrivain polonais du XIXe siècle.

## Biographie
Fils du porte-étendard de hussard Dominique Żaba, seigneur de Swierzno (voïvodie de Polock) et d'Anna Holownia, il est le frère d'Auguste de Jaba.
Après l'échec de l'insurrection du royaume de Pologne contre la domination russe (novembre 1830-septembre 1831), il se réfugie à Paris, puis à Londres où il épouse Anna McLeod. Leur fils Stanislas épousera la comtesse Marie Moszczenska.
Par la suite, Napoléon Zaba voyage aux États-Unis et en Amérique du Sud et devient professeur puis recteur de l'université de Buenos Aires.

## Publications
Napoléon Félix Żaba a écrit plusieurs ouvrages dont :
- Głos Kościuszki do jenerała Lafayetta (Discours de Kosciuszko au général Lafayette), Paris, Pinard, 1831, 11 p.
- Nadzieja, część ósma, Paris, L. Martinet, 1862, 16 p.
- Polak w więzieniu w Paryżu (Le Polonais prisonnier à Paris), traduction d'Amédée Gabourd, Paris, A. Pinard, 8 p.